# Aliszer Jergali
Aliszer Jergali (ur. 12 kwietnia 1999) – kazachski zapaśnik walczący w stylu wolnym. Dwukrotny olimpijczyk. Zajął siódme miejsce w Tokio 2020 w wadze 97 kg i w Paryżu 2024 w tej samej wadze.

## Kariera sportowa
Piąty na mistrzostwach świata w 2019. Piąty na igrzyskach azjatyckich w 2022. Srebrny medalista mistrzostw Azji w 2021 i 2022; brązowy w 2019 i 2020. 
Wicemistrz świata juniorów w 2018. Trzeci na MŚ U-23 w 2022. Mistrz Azji U-23 w 2022. Trzeci na mistrzostwach Azji juniorów w 2018 roku.